# تئاتر فاکس (دهکده وست‌وود)

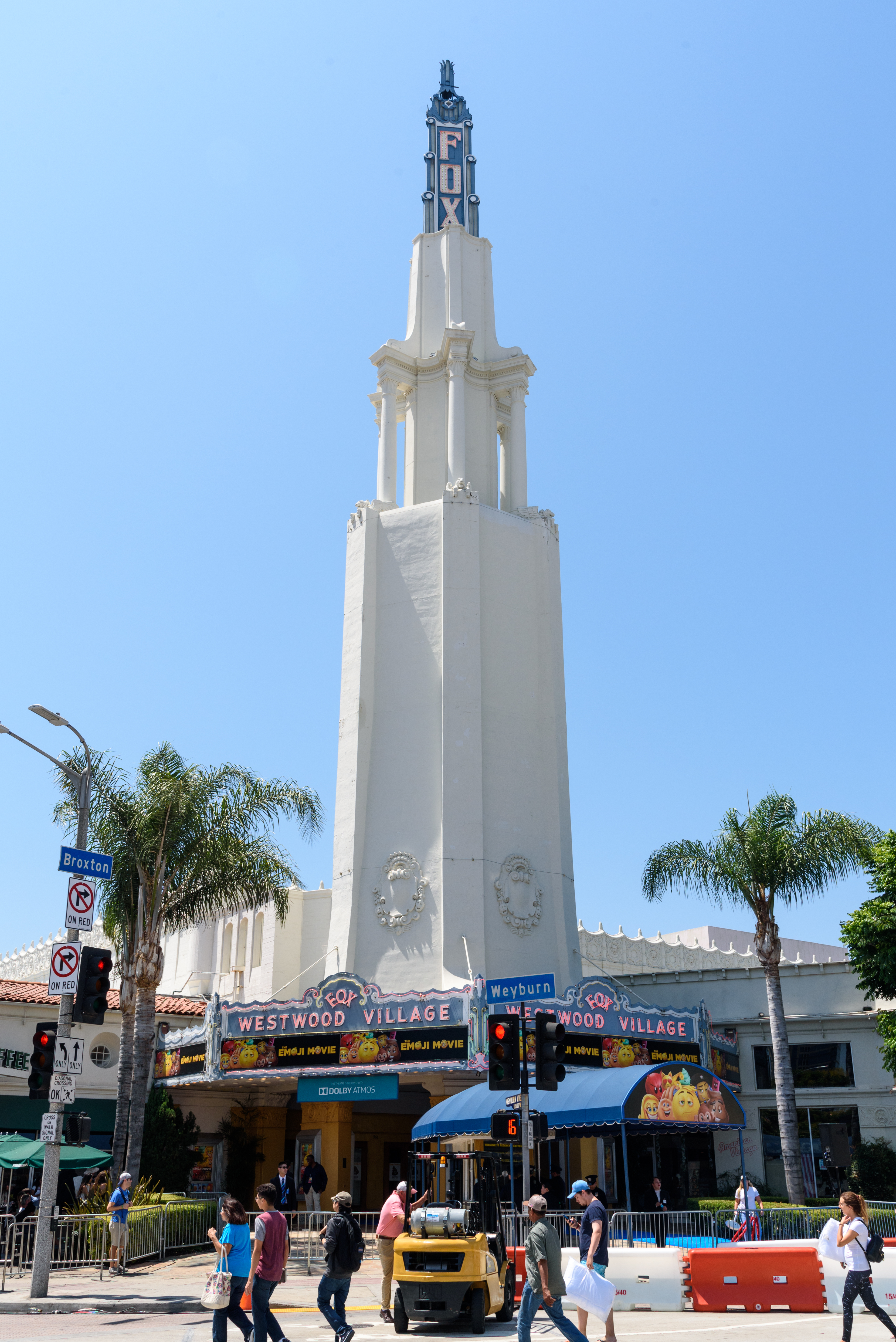
اولین نمایش فیلم شکلک، دهکده وست‌وود

تئاتر فاکس، دهکده وست‌وود، همچنین به عنوان تئاتر ویلیج فاکس نیز شناخته می‌شود، یک سینمای تاریخی و برجسته در وست‌وود، لس‌آنجلس، کالیفرنیا است. دهکده وست وود، در قلب وست وود، در نزدیکی دانشگاه کالیفرنیا، لس آنجلس (UCLA) قرار دارد. در حال حاضر توسط تئاترهای ریجنسی تحت نام ریجنسی ویلیج تئاتر اداره می‌شود. تئاتر دهکده وست وود محل نمایش بسیاری از فیلم‌های هالیوود در لس آنجلس بوده‌است. گنجایش سینما حدود ۱۴۰۰ نفر است.

## ویژگی‌های معماری
طراحی شده توسط معمار پرسی پارک لوئیس، فاکس در ابتدا در سال ۱۹۳۰ ساخته شد و اولین بار در ۱۴ آگوست ۱۹۳۱، به سبک میشن اسپانیایی افتتاح شد. این تئاتر بخشی از یک برنامه گسترده ساخت سینما بود که توسط تئاترهای ساحل غربی فاکس انجام شد. این تئاتر بخشی از دهکده وست‌وود در سال ۱۹۲۹ است، روستایی به سبک مدیترانه‌ای که در مجاورت دانشگاه کالیفرنیا لس‌آنجلس است که توسط هارولد و ادوین جانس از شرکت سرمایه‌گذاری جانس برنامه‌ریزی شده‌است.

## اولین نمایش فیلم‌ها
دهکده وست‌وود سالانه میزبان ۲۴ نمایش اول فیلم است. از جمله نسخه‌های اصلی منتشر شده در اینجا عبارتند از: ربات‌ها، سریع و خشمگین، ستاره‌ای متولد شده‌است، مرد عنکبوتی: راهی به خانه نیست، مرد عنکبوتی: به درون دنیای عنکبوتی, مرد عنکبوتی: در میان دنیای عنکبوتی, مرد عنکبوتی, مرد عنکبوتی ۲, فیلم‌های جیمز باند، جی‌اف‌کی, مأموریت: غیرممکن, بتمن, همه فیلم‌های هری پاتر, روز استقلال, نابودگر ۳: خیزش ماشین‌ها, فیلم شکلک، فیلم لگو، شرک، کاپیتان زیرشلوار: اولین فیلم حماسی، فرانچایز ابری با شانس کوفته، ارباب، ونوم، راز جنایت، اسپری مو، قطار سریع‌السیر،. ماتریکس و صدها مورد دیگر.
در سال ۱۹۹۹ نماهنگ ستایش تو توسط فتبوی اسلیم در پیاده‌رو روبروی تئاتر بروین، روبروی تئاتر دهکده فیلمبرداری شد.